# Terza rima

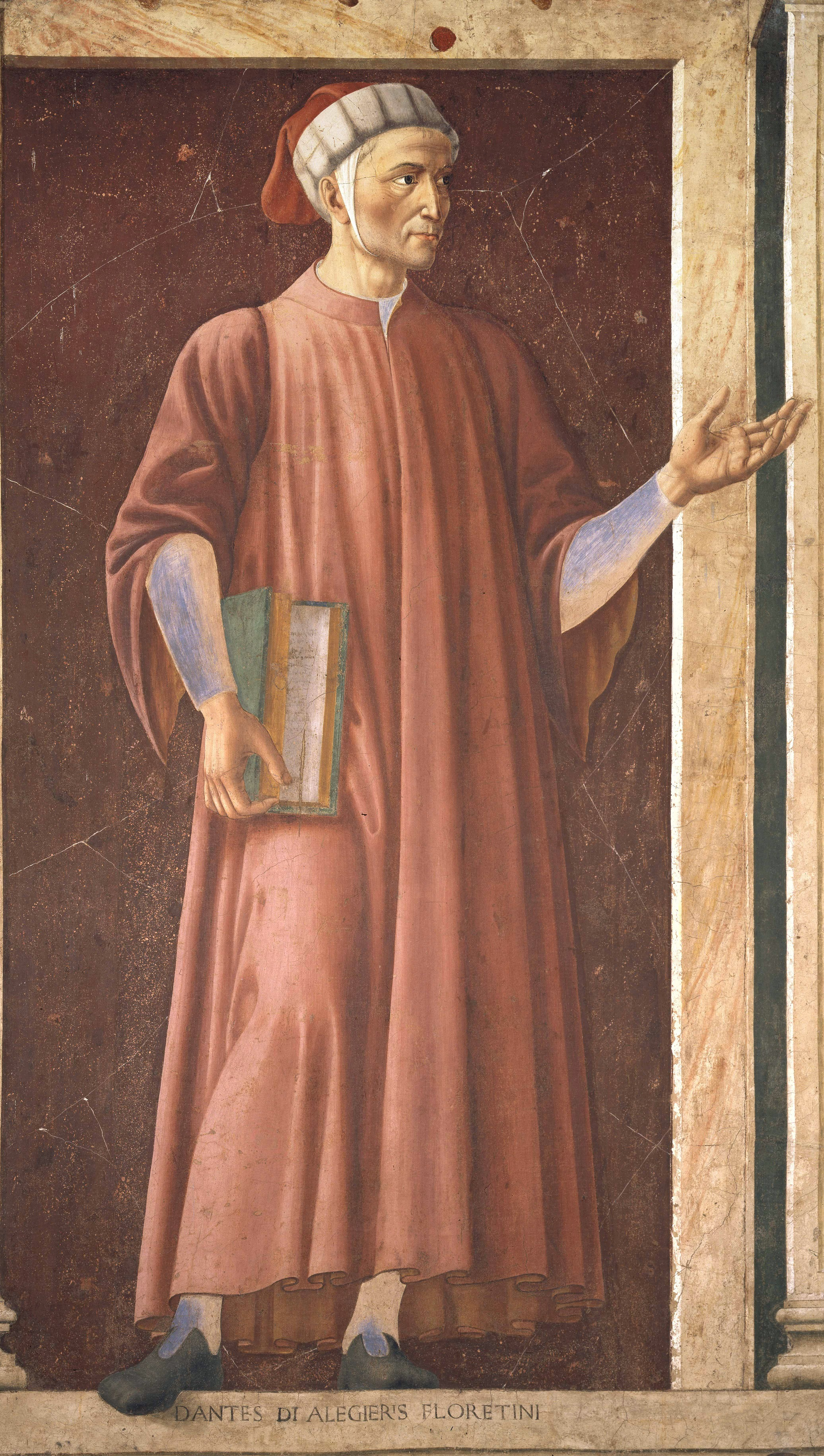
Dante Alighieri

La terza rima (prononcé : [ˈtɛrtsa ˈriːma]) ou tierce rime est une structure rimique particulière des strophes intercalant dans un tercet une rime issue du tercet suivant. Elle est utilisée pour la première fois par le poète italien Dante Alighieri dans son œuvre majeure la Divine Comédie.

## Structuration
Contraintes structurelles définissant la terza rima :
- la rime du premier vers et la rime du dernier n’ont qu'un écho ; la rime des autres vers ont deux échos
- le nombre de tercets n’est pas limité
- le dernier vers est toujours isolé
- le troisième vers d'un tercet est un écho au premier vers
- le second vers d'un tercet est repris en écho dans le tercet suivant en premier vers

Représentation schématique de la terza rima : ABA-BCB-CDC-DED-EFE-FGF-GHG-HIH-I.
Généralement, les vers sont des hendécasyllabes. Mais il existe une forme hexasyllabique appelée piccola terza rima (petite rime tierce).

## Utilisation en français

### Histoire
La terza rima, autrement appelée rime tierce, est introduite et utilisée dans la littérature française par le biais de Jean Lemaire de Belges, au début du XVIe siècle. On retrouve cette forme dans son œuvre intitulée : La Concorde des deux langages.
D'autres poètes ont fait usage de cette structure mais cette forme poétique n'est pas très usitée.
Cette structure rimique n'est pas utilisée durant les XVIIe et XVIIIe siècles. Elle sera réintroduite par Théophile Gautier, notamment dans son recueil intitulé La Comédie de la mort.

### Liste d'auteurs
Cette liste n'est bien sûr pas exhaustive.
- Marguerite de Navarre dans La Navire[2] (1547) ;
- Hugues Salel dans Premier chapitre d'amour, Second chapitre d'amour et Troisième chapitre d'amour issus des Œuvres complètes[3] ;
- Philippe Desportes ;
- Étienne Jodelle dans Chapitre de l'Amour, Chapitre d'Amour, Autre chapitre d'Amour, À sa muse, Sur la musique ou encore dans Contr'Amours et Contre la Riere-Venus[4] issus de Les Amours ;
- Théophile Gautier dans Terza rima tiré des Poésies Complètes[5] mais aussi dans Ribeira[6] ;
- Martin-Saint-René[7] dans sa traduction de la Divine Comédie de Dante et pour qui la terza rima est la forme la plus vibrante de la poésie
- Charles Guinot dans les Fleurs d'oisiveté ;
- Stéphane Mallarmé dans Aumône et Le Guignon[8] ;
- José-Maria de Heredia dans Monument[9] ;
- Paul Valéry dans La Fileuse.
- Louisa Siefert dans Souvenirs d'Enfance[10].

## Utilisation dans d'autres langues
La terza rima se retrouve dans nombre de langues à travers le monde souvent en tant que traduction de la Divine Comédie mais pas seulement.
- Allemand
  - Johann Wolfgang von Goethe dans Im ernsten Beinhaus war's
  - Hugo von Hofmannsthal dans tercets impermanence
- Anglais
  - Geoffrey Chaucer dans Complaint to His Lady
  - Percy Bysshe Shelley dans Ode to the West Wind et The Triumph of Life
  - Thomas Hardy dans Friends Beyond
  - Dorothy L. Sayers
- Corse
  - Terzetti di Filenu, chant traditionnel du village de Rusio en Haute-Corse
- Danois
  - Adam Gottlob Oehlenschläger dans Roskilde Domkirke
- Espagnol
  - Andrés Fernández de Andrada
  - Garcilaso de la Vega dans Juan Boscán
  - Miguel Hernández dans El rayo que no cesa
- Hollandais
  - Ike Cialona et Peter Verstegen
- Hongrois
  - Mihály Babits dans Ady Endrének
  - Dsida Jenő dans Miért borultak le az angyalok Viola előtt
- Polonais
  - Jan Kasprowicz dans Christ[11]
- Italien
  - Dante Alighieri dans la Divine Comédie
- Suédois
  - Hjalmar Gullberg dans Terziner i okonstens tid

## Exemples

### En italien (premiers vers de laDivine Comédie)

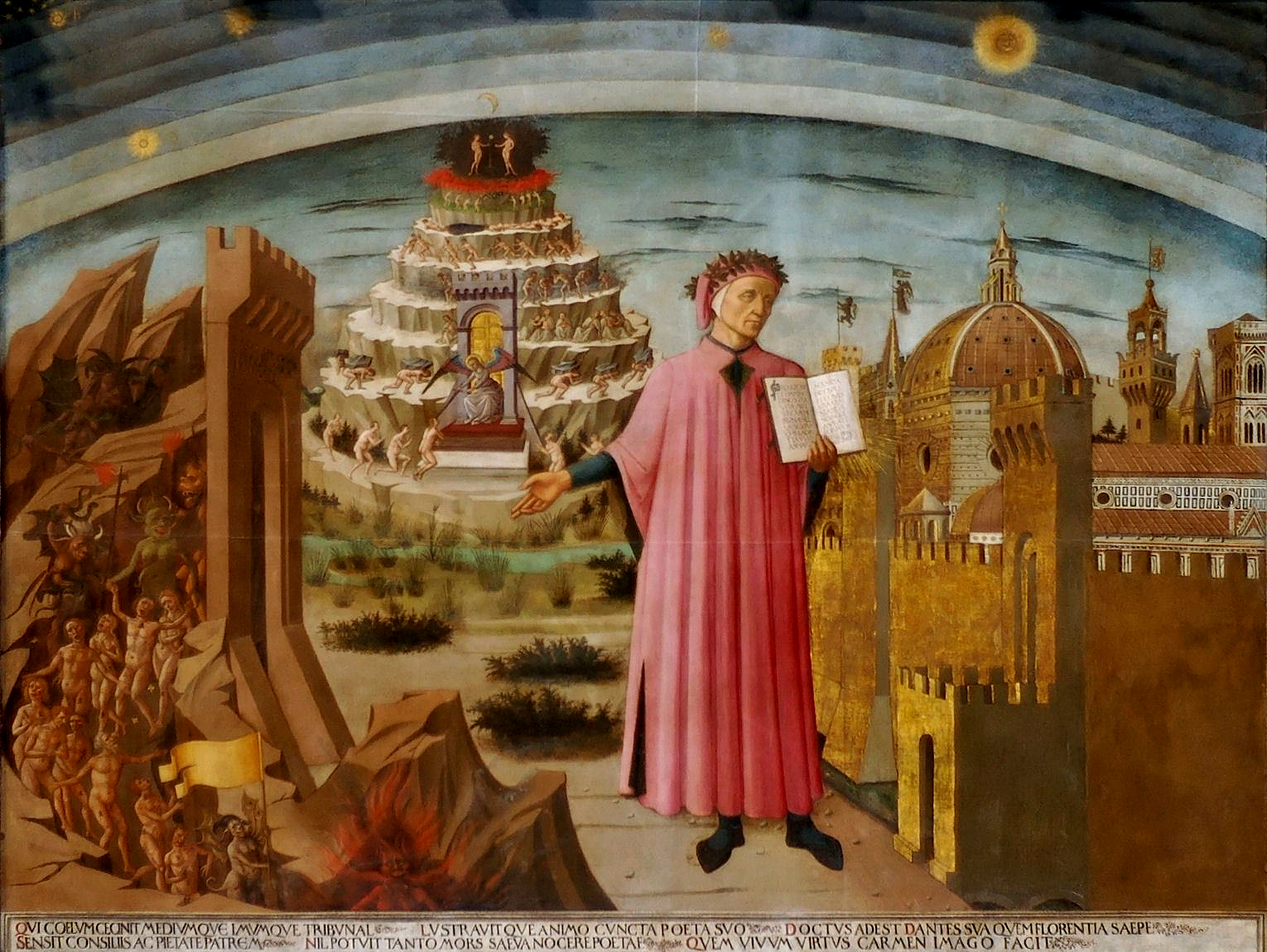
Dante Domenico di Michelino Duomo Florence

Nel mezzo del cammin di nostra vita (a)

mi ritrovai per una selva oscura (b)

ché la diritta via era smarrita. (a)

Ahi quanto a dir qual era è cosa dura (b)

esta selva selvaggia e aspra e forte (c)

che nel pensier rinova la paura! (b)

Tant'è amara che poco è più morte; (c)

ma per trattar del ben ch'i' vi trovai, (d)

dirò de l'altre cose ch'i' v'ho scorte. (c)

Io non so ben ridir com'i' v'intrai, (d)

tant'era pien di sonno a quel punto (e)

che la verace via abbandonai. (d)

### En espagnol (Grandeza Mexicana[12]de Bernardo Balbuena
¿Pues que diré de la hermosura y brío, (a)

gracia, donaire, discreción y aseo, (b)

altivez, compostura y atavío (a)

de las damas daeste alto coliseo, (b)

nata del mundo, flor de la belleza (c)

cumplida perfección, sin del deseo, (b)

su afable trato, su real grandeza, (c)

su grave honestidad, su compostura, (d)

templada con suave y gran llaneza? (c)

### En français (Terza rimade Charles Guinot)
Ô mon cœur ! ô mon cœur ! Pourquoi battre si vite, (a)

Quelle angoisse te tord dans ma poitrine en feu, (b)

Qu'as-tu donc, et d'où vient le trouble qui t'agite ? (a)

Je souffre, apaise-toi, laisse-moi quelque peu, (b)

Laisse mon âme en paix, dormir indifférente (c)

À la vie, à la mort, à l'orage, au ciel bleu ! (b)

Heureux le bœuf couché, broutant l'herbe odorante, (c)

Il ne se souvient plus du cruel aiguillon ; (d)

Nul désir fou ne s'offre à sa pensée errante ! (c)

Mais plus heureux encor le léger papillon, (d)

Qui court par les jardins de corolle en corolle, (e)

Vagabond sans souci, brillant comme un rayon. (d)

Il aime chaque fleur, un moment, puis s'envole ; (e)

Il trouve le repos dans l'instabilité ; (f)

Si quelque rose meurt, une autre l'en console ! (e)

Mais qu'as-tu donc, enfin, pauvre cœur agité ? (f)

### En anglais (Ode to the West Windde Percy Bysshe Shelley)

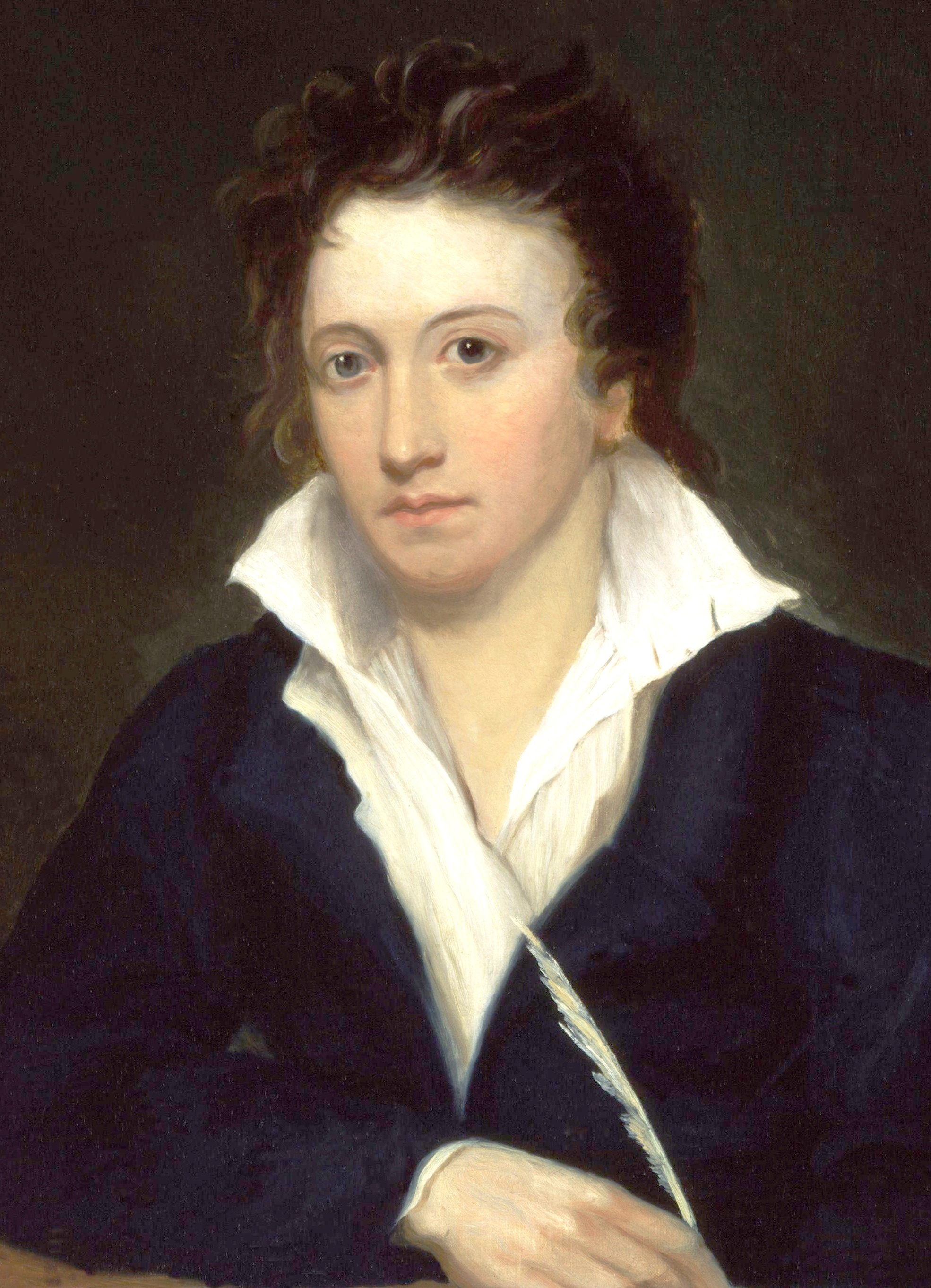
Percy Bysshe Shelley par Alfred Clint crop

O wild West Wind, thou breath of Autumn's being, (a)

Thou, from whose unseen presence the leaves dead (b)

Are driven, like ghosts from an enchanter fleeing, (a)

Yellow, and black, and pale, and hectic red, (b)

Pestilence-stricken multitudes: O thou, (c)

Who chariotest to their dark wintery bed (b)

The winged seeds, where they lie cold and low, (c)

Each like a corpse within its grave, until (d)

Thine azure sister of the Spring shall blow (c)

Her clarion o'er the dreaming earth, and fill (d)

(Driving sweet buds like flocks to feed in air) (e)

With living hues and odours plain and hill: (d)

Wild Spirit, which art moving everywhere; (e)

Destroyer and preserver; hear, oh, hear! (e)